# Лончковиці (Радомщанський повіт)
Лончковиці (пол. Łączkowice) — село в Польщі, у гміні Масловиці Радомщанського повіту Лодзинського воєводства.
Населення — 164 особи (2011).
У 1975-1998 роках село належало до Пйотрковського воєводства.

## Демографія
Демографічна структура станом на 31 березня 2011 року:
|          | Загалом | Допрацездатний вік | Працездатний вік | Постпрацездатний вік |
| -------- | ------- | ------------------ | ---------------- | -------------------- |
| Чоловіки | 85      | 16                 | 58               | 11                   |
| Жінки    | 79      | 14                 | 44               | 21                   |
| Разом    | 164     | 30                 | 102              | 32                   |